# José Bandeira
José Bandeira (Lisboa, 5 de Setembro de 1962) é um humorista, cartunista e ilustrador português.

## Biografia
Iniciou a sua carreira de cartunista político, em 1983, no Diário de Notícias, onde passou a publicar, a partir de 1990, a série diária Cravo & Ferradura. Trabalhou em simultâneo para vários outros jornais e revistas, nomeadamente Diário de Lisboa, Tal & Qual, Diário Popular, O Século e Focus. Também faz BD, área em que conquistou diversos primeiros prémios, ilustração para livros e fotografia. Em 2002, publica o álbum Namoros, Casamentos e Outros Desencontros (Gradiva), distinguido com o prémio Melhor Álbum de Tiras Humorísticas 2003 do Salão de Banda Desenhada da Amadora. Foi por várias vezes galardoado no Salão Nacional de Caricatura, cujo Grande Prémio lhe foi atribuído em 2004. Ainda em 2004 recebeu o Prémio Stuart. Tem participado em inúmeras exposições colectivas em Portugal e no estrangeiro (Brasil, Croácia, Costa Rica, Dinamarca, Espanha, China, Turquia). Está representado no Sammlung Karikaturen & Cartoon Basel (na Suíça) e na antologia Os Melhores Cartoons Políticos da Actualidade (vol. 1992). Actualmente publica no Diário de Notícias (Cravo & Ferradura) e no Jornal de Notícias (Bandeira de Canto).
Nas suas próprias palavras,"nada se conhece de José Bandeira a não ser praticamente tudo. Que nasceu em Lisboa nos idos de sessenta, nenhum maori o sabe; que trabalhou como cartunista para jornais como o Popular, o Lisboa ou o Século, eis o que é desconhecido pela totalidade da população da ilha de Norfolk; que desde 1990 publica no Diário de Notícias a tira cómica Cravo & Ferradura e desde 2003 Bandeira de Canto, no JN, nem as estátuas da Ilha da Páscoa imaginam, menos ainda que assinou dois álbuns de tiras cómicas e que foi por variadíssimas vezes premiado, nem ele compreende porquê. Supõe-se que escreve e publica o blogue Bandeira ao Vento, em bandeiraaovento.blogspot.com. Tudo o mais é mistério, arcano, enigma irresolúvel."

## Prémios
1988 - Prémio Humor e Ambiente do I Salão Livre de Humor Nacional – Porto de Mós;
1990 - Prémio de Ilustração de Imprensa do IV Salão Nacional Humor de Imprensa – Porto de Mós;
1991 - Prémio de Caricatura de Imprensa do V Salão Nacional de Humor de Imprensa – Oeiras;
1992 - Prémio de Humor de Imprensa do VI Salão Nacional de Humor de Imprensa – Oeiras;
1994 - Prémio de BD de Imprensa do VIII Salão Nacional de Humor de Imprensa – Oeiras;
1995 - Prémio de BD de Imprensa do IX Salão Nacional de Humor de Imprensa – Oeiras;
2001 - Prémio de Humor de Imprensa do XV Salão Nacional de Humor de Imprensa – Oeiras;
2003 - Prémio de Cartoon de Imprensa do XVII Salão Nacional de Humor de Imprensa – Oeiras;
2003 - Prémio de Melhor Álbum de Tiras Humorísticas Festival Internacional de Banda Desenhada da Amadora com o livro Namoros, Casamentos e Outros Desencontros;
2004 - Grande Prémio do XVIII Salão Nacional de Humor de Imprensa - Oeiras;
2004 - Prémio Stuart de Desenho de Imprensa El Corte Inglès/Casa da Imprensa;
2006 - Prémio Stuart de Desenho de Imprensa El Corte Inglès/Casa da Imprensa - Tira Cómica;
2006 - 1º Prémio do X Salão Luso-Galaico de Caricatura de Vila Real;
2007 - Prémio Stuart de Desenho de Imprensa El Corte Inglès/Casa da Imprensa - Tira Cómica;
2008 - 1º Prémio do XII Salão Luso-Galaico de Caricatura de Vila Real;
2009 - Prémio Stuart de Desenho de Imprensa El Corte Inglès/Casa da Imprensa - Tira Cómica.